# الأشعة فوق البنفسجية المتطرفة
الأشعة فوق البنفسجية المتطرفة أو أقصى الأشعة الفوق البنفسجية (بالإنجليزية: Extreme ultraviolet lithography)‏ (المعروفة أيضاً باسم EUV أو EUVL) هي تقنية طباعة حجرية ضوئية باستخدام مجموعة من الأطوال الموجية فوق البنفسجية المتطرفة ، والتي تمتد تقريباً على نطاق واسع يبلغ 2% من FWM حوالي 13.5 نانومتر.
وفي حين أن تكنولوجيا EUV متاحة لإنتاج الكتل ، فإن 53 آلة فقط في جميع أنحاء العالم قادرة على إنتاج الرقاقات باستخدام هذه التقنية قد تم تسليمها خلال عامي 2018 و 2019 ، بينما تم تسليم 201 نظام غمر للتصوير الضوئي خلال نفس الفترة. (يمكن أن تصل تكلفة ماسحات الاتحاد الأوروبي التابعة لشركة ASML الهولندية إلى 120 مليون دولار أمريكي، ووقت ارتفاع الأدوات والظواهر العشوائية ، آخر NXE:وقد تم تزويد 3400 أداة بقدرة أقل على ملء التلاميذ لتصوير أفضل ، ولكن ذلك يؤدي إلى انخفاض الإنتاجية بسبب الاستخدام المحدود لحقل التعرض.
اعتبارا من عام 2020 ، سامسونغ و TSMC التايوانية هي الشركات الوحيدة التي استخدمت تقنية 5 نانومتر.